# Nikolái Kriúkov
Nikolái Kriúkov (Vorónezh, Rusia, 11 de noviembre de 1978) es un gimnasta artístico ruso, campeón olímpico en 1996 en el concurso por equipos, y campeón del mundo en 1999 en la general individual.

## Carrera deportiva
En los JJ. OO. de Atlanta consigue el oro en el concurso por equipos, por delante de China y Ucrania, siendo sus compañeros de equipo: Serguéi Járkov, Alekséi Nemov, Yevgueni Podgorny, Dmitri Trush, Dmitri Vasilenko y Alekséi Voropáyev.
En el Mundial de Lausana 1997 consigue la plata en salto de potro y el bronce en la competición por equipos, tras China y Bielorrusia.
En el Mundial de Tianjin 1999 gana el oro en la general individual —por delante del japonés Naoya Tsukahara y del búlgaro Yordan Yovchev—, plata en el concurso por equipos —tras China y por delante de Bielorrusia—, y bronce en caballo con arcos, tras su compatriota Alekséi Nemov y el rumano Marius Urzica.
En los JJ. OO. de Sídney 2000 gana el bronce por equipos, tras China y Ucrania.
En el Mundial de Anaheim 2003 gana el bronce en caballo con arcos, tras el chino Teng Haibin y el japonés Takehiro Kashima, ambos empatados con el oro.
En el Mundial celebrado en Aarhus (Dinamarca) en 2006 consiguió la plata en el concurso por equipos, tras China (oro) y delante de Japón (bronce), siendo sus compañeros de equipo: Dmitri Gogotov, Serguéi Jorojordin, Maksim Deviatovski, Yuri Riazánov y Aleksandr Safoshkin.